# واشنطن الوسطى
واشنطن الوسطى هي منطقة من الولايات المتحدة وتقع في النصف الغربي من شرق واشنطن ، ويمكن القول بأنها تلك المقاطعات الواقعة إلى الشرق من جبال كاسكيد والغرب من خط الطول 119 غربا.عدد السكان الذي تم حسابه في عام 2004 كان 672065 أو حوالي 10 ٪ من سكان واشنطن الكلية.وسط واشنطن أيضاً مقسمة إلى مزيد من الوسطى الشمالية والوسطى الجنوبية.